# Hans Gerhard Creutzfeldt

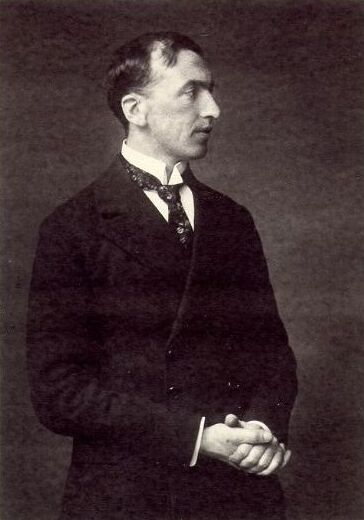
Hans Gerhard Creutzfeldt

Hans Gerhard Creutzfeldt (Harburg, hoje Hamburgo, 2 de junho de 1885 — Munique, 30 de dezembro de 1964) foi um neurologista alemão que descreveu a Doença de Creutzfeldt-Jakob na década de 1920 na Alemanha.
Salvou todos os seus pacientes internados do programa eugênico nazista Aktion T4. 